# Желобы (Сумская область)
Желобы (укр. Жолоби) — село, 
Рыбальский сельский совет,
Ахтырский район,
Сумская область,
Украина.
Код КОАТУУ — 5920387505. Население по переписи 2001 года составляет 31 человек .

## Географическое положение
Село Желобы находится между реками Ворскла и Грунь (4-5 км).
На расстоянии до 1 км расположены сёла Шаповаловка и Рубаны.
Село состоит из 2-х частей, разнесённых на 1 км.
К селу примыкает лесной массив (дуб).